# Борисово (Красноборське сільське поселення)
Борисово (рос. Борисово) — присілок в Холмському районі Новгородської області Російської Федерації.
Населення становить 3 особи. Входить до складу муніципального утворення Красноборське сільське поселення.

## Історія
Від 2004 року входить до складу муніципального утворення Красноборське сільське поселення.

## Населення
| 2010 |
| ---- |
| 3    |